# Смолин, Ли
Ли Смо́лин (англ. Lee Smolin, ['smoʊlɪn]; род. 6 июня 1955) — американский физик-теоретик, профессор канадского университета Ватерлоо, ведущий сотрудник расположенного там же Института теоретической физики (Perimeter Institute for Theoretical Physics). Известен пионерскими работами по теории струн, петлевой квантовой гравитации, а также в области космологии и теории элементарных частиц. В списке 100 самых выдающихся мыслителей мира (журнал Foreign Policy) занимает 21-е место (2008 год).
Член Королевского общества Канады (2010), Американского физического общества (2007).

## Биография
Родился в 1955 году в семье нью-йоркского инженера Майкла Смолина и драматурга Полины Смолин (урождённой Сельман, 1932—2017) — из семей еврейских эмигрантов из Восточной Европы, прибывших в США в начале 1930-х годов. Брат — профессор юриспруденции Дэвид Смолин.
С 1975 года, по окончании колледжа, учился в Гарвардском университете, где защитил диссертацию по теоретической физике (1979). В 1981—1983 годах работал в принстонском Институте перспективных исследований. С 2001 года работает в городе Ватерлоо, Канада.
Жена: Дина Грейзер (Dina Graser), юрист.

## Научная деятельность
Смолин в своих работах исследует возможность объединения квантовой гравитации, петлевой квантовой гравитации и теории струн в единую теорию. Различные аспекты этого объединения затрагивают космологию, основания квантовой механики и теорию элементарных частиц.

### Космологический естественный отбор
Смолин — автор оригинальной идеи «размножения вселенных» (fecund universes), называемой также теорией «космологического естественного отбора» (CNS, Cosmological Natural Selection). Согласно этой гипотезе, «по ту сторону» чёрной дыры возникает новая вселенная, в которой фундаментальные физические постоянные могут отличаться от значений для вселенной, содержащей эту чёрную дыру. Разумные наблюдатели могут появиться в тех вселенных, где значения фундаментальных постоянных благоприятствуют появлению жизни. Процесс напоминает мутации в ходе биологического естественного отбора. Подробное описание своей гипотезы Смолин опубликовал в книге «Жизнь Космоса» (The Life of the Cosmos, 1999). По мнению Смолина, его модель лучше, чем антропный принцип, объясняет «тонкую настройку Вселенной», необходимую для появления жизни, так как имеет два важных преимущества.
1. В отличие от антропного принципа, модель Смолина имеет физические следствия, которые поддаются опытной проверке.
2. Жизнь во множественных вселенных возникает не случайным образом, а закономерно: больше «потомков» в ходе отбора имеют те вселенные, параметры которых приводят к возникновению большего числа чёрных дыр, и эти же параметры, по предположению Смолина, благоприятствуют возможности зарождения жизни.

Ряд физиков и философов отнеслись к идее Смолина достаточно скептически. Оппонентом Смолина выступил и известный космолог Леонард Сасскинд, который, тем не менее, оценил эту гипотезу достаточно высоко. Дискуссия Смолина и Сасскинда (2004) о роли антропного принципа в науке вызвала большой интерес научной общественности.

### «Неприятности с физикой»
В 2006 году Смолин опубликовал книгу «Неприятности с физикой» (The Trouble with Physics), также вызвавшую широкий резонанс. В ней он перечислил важнейшие проблемы современной физики, к которым отнёс:
1. Объединение квантовой теории и Общей теории относительности (квантовая гравитация, или «теория всего»). Смолин высказал мнение, что такое объединение может потребовать радикального пересмотра оснований физики, относящихся к пониманию сущности времени[15].
2. Решение проблемы обоснования квантовой механики. По мнению Смолина, эту проблему можно решить одним из 3 способов.
  - Создание такого языка описания существующей теории, для которого разделение мира на «систему» и «наблюдателя» было бы внутренне присущим качеством теории.
  - Создание новой, «реалистической» интерпретации теории, в которой понятия «измерения» и «наблюдения» не играли бы роли.
  - Разработка новой теории, обеспечивающей более глубокое понимание природы.
3. Единая теория частиц и сил как проявлений одной фундаментальной сущности.
4. Ответ на вопрос: как фундаментальные константы получили свои значения. Возможно, этот ответ вытекает из решения 3-й проблемы.
5. Исследование сущности тёмной материи и тёмной энергии, и прежде всего выяснение вопроса, являются ли они новыми физическими объектами или результатом применения современных физических теорий вне пределов той области, где они справедливы.

Смолин констатирует, что за последние 30 лет (по состоянию на 2006 год) физики не добились никакого прогресса ни в одной из перечисленных фундаментальных областей. Одновременно он выразил протест против неоправданного засилья работ по теории струн (в ущерб альтернативным подходам и другим областям исследований). Книга вызвала негодование ряда физиков, но были и публикации в поддержку позиции Смолина.

## Награды и отличия
- 2007: приз Этторе Майораны (Приз Майораны[англ.]).
- 2009: памятная премия Клопстега[англ.] от Американской ассоциации преподавателей физики.
- 2013: медаль Бриллиантового юбилея королевы Елизаветы II.
- 2014: премию в области космологии Buchalter Cosmology Prize[17].

## Труды
- 1999. The Life of the Cosmos.
- 2001. Three Roads to Quantum Gravity.
- 2006. The Trouble With Physics: The Rise of String Theory, the Fall of a Science, and What Comes Next. Houghton Mifflin. ISBN 978-0-618-55105-7.
- 2013. Возвращение времени. От античной космогонии к космологии будущего. ISBN 978-0-547-51172-6.
- 2014: (with Roberto Mangabeira Unger R.) The Singular Universe and the Reality of Time: A Proposal in Natural Philosophy, Cambridge University Press, ISBN 978-1-107-07406-4.
- 2019: Einstein’s Unfinished Revolution: The Search for What Lies Beyond the Quantum, Penguin Press. ISBN 978-1-59420-619-1

Книги Ли Смолина были переведены на многие языки мира.
- Неполный список работ Смолина.

### Переводы на русский язык
- Атомы пространства и времени. «В мире науки», апрель 2004.
- Смолин, Ли. Неприятности с физикой: взлет теории струн, упадок науки и что за этим следует (перевод опубликован только на сайте). 2007. ISBN 978-0-618-55105-7 0618551050.
- Как далеко мы находимся от квантовой теории гравитации.
- Что такое время.
- Статьи по теории струн и петлевой квантовой гравитации.
- Смолин, Ли. Возвращение времени. От античной космогонии к космологии будущего = Time Reborn: From the Crisis in Physics to the Future of the Universe. — АСТ, Corpus, 2014. — 384 с. — ISBN 978-5-17-085474-5.
- Смолин Ли, Паркер Брюс, Гут Алан. Эта идея должна умереть. Научные теории, которые блокируют прогресс = This Idea Must Die. Scientific Theories That are Blocking Progress. — АСТ, 2017. — 736 с. — (На острие мысли). — ISBN 978-5-17-102068-2.